# فرانشيسكو روتيلي
فرانشيسكو روتيلي (بالإيطالية: Francesco Rutelli)‏ (مواليد 14 يونيو 1954 في روما)، هو سياسي إيطالي ورئيس التحالف من أجل إيطاليا الحالي. شغل منصب وزير الثقافة والسياحة الإيطالي ونائب رئيس الوزراء في حكومة رومانو برودي بالفترة من مايو 2006 إلى مايو 2008.

## روابط خارجية
- فرانشيسكو روتيلي على موقع الموسوعة البريطانية (الإنجليزية)
- فرانشيسكو روتيلي على موقع مونزينجر (الألمانية)